# Ofegat
|  | Aquest article tracta sobre escacs. Vegeu-ne altres significats a «ofegament». |

|   | a | b | c | d | e | f | g | h |   |
| 8 | b7 blanques torre · f7 negres peó · e6 negres rei · f6 blanques peó · a5 blanques torre · g5 blanques peó · d1 blanques dama · g1 blanques rei | b7 blanques torre · f7 negres peó · e6 negres rei · f6 blanques peó · a5 blanques torre · g5 blanques peó · d1 blanques dama · g1 blanques rei | b7 blanques torre · f7 negres peó · e6 negres rei · f6 blanques peó · a5 blanques torre · g5 blanques peó · d1 blanques dama · g1 blanques rei | b7 blanques torre · f7 negres peó · e6 negres rei · f6 blanques peó · a5 blanques torre · g5 blanques peó · d1 blanques dama · g1 blanques rei | b7 blanques torre · f7 negres peó · e6 negres rei · f6 blanques peó · a5 blanques torre · g5 blanques peó · d1 blanques dama · g1 blanques rei | b7 blanques torre · f7 negres peó · e6 negres rei · f6 blanques peó · a5 blanques torre · g5 blanques peó · d1 blanques dama · g1 blanques rei | b7 blanques torre · f7 negres peó · e6 negres rei · f6 blanques peó · a5 blanques torre · g5 blanques peó · d1 blanques dama · g1 blanques rei | b7 blanques torre · f7 negres peó · e6 negres rei · f6 blanques peó · a5 blanques torre · g5 blanques peó · d1 blanques dama · g1 blanques rei | 8 |
| 7 | b7 blanques torre · f7 negres peó · e6 negres rei · f6 blanques peó · a5 blanques torre · g5 blanques peó · d1 blanques dama · g1 blanques rei | b7 blanques torre · f7 negres peó · e6 negres rei · f6 blanques peó · a5 blanques torre · g5 blanques peó · d1 blanques dama · g1 blanques rei | b7 blanques torre · f7 negres peó · e6 negres rei · f6 blanques peó · a5 blanques torre · g5 blanques peó · d1 blanques dama · g1 blanques rei | b7 blanques torre · f7 negres peó · e6 negres rei · f6 blanques peó · a5 blanques torre · g5 blanques peó · d1 blanques dama · g1 blanques rei | b7 blanques torre · f7 negres peó · e6 negres rei · f6 blanques peó · a5 blanques torre · g5 blanques peó · d1 blanques dama · g1 blanques rei | b7 blanques torre · f7 negres peó · e6 negres rei · f6 blanques peó · a5 blanques torre · g5 blanques peó · d1 blanques dama · g1 blanques rei | b7 blanques torre · f7 negres peó · e6 negres rei · f6 blanques peó · a5 blanques torre · g5 blanques peó · d1 blanques dama · g1 blanques rei | b7 blanques torre · f7 negres peó · e6 negres rei · f6 blanques peó · a5 blanques torre · g5 blanques peó · d1 blanques dama · g1 blanques rei | 7 |
| 6 | b7 blanques torre · f7 negres peó · e6 negres rei · f6 blanques peó · a5 blanques torre · g5 blanques peó · d1 blanques dama · g1 blanques rei | b7 blanques torre · f7 negres peó · e6 negres rei · f6 blanques peó · a5 blanques torre · g5 blanques peó · d1 blanques dama · g1 blanques rei | b7 blanques torre · f7 negres peó · e6 negres rei · f6 blanques peó · a5 blanques torre · g5 blanques peó · d1 blanques dama · g1 blanques rei | b7 blanques torre · f7 negres peó · e6 negres rei · f6 blanques peó · a5 blanques torre · g5 blanques peó · d1 blanques dama · g1 blanques rei | b7 blanques torre · f7 negres peó · e6 negres rei · f6 blanques peó · a5 blanques torre · g5 blanques peó · d1 blanques dama · g1 blanques rei | b7 blanques torre · f7 negres peó · e6 negres rei · f6 blanques peó · a5 blanques torre · g5 blanques peó · d1 blanques dama · g1 blanques rei | b7 blanques torre · f7 negres peó · e6 negres rei · f6 blanques peó · a5 blanques torre · g5 blanques peó · d1 blanques dama · g1 blanques rei | b7 blanques torre · f7 negres peó · e6 negres rei · f6 blanques peó · a5 blanques torre · g5 blanques peó · d1 blanques dama · g1 blanques rei | 6 |
| 5 | b7 blanques torre · f7 negres peó · e6 negres rei · f6 blanques peó · a5 blanques torre · g5 blanques peó · d1 blanques dama · g1 blanques rei | b7 blanques torre · f7 negres peó · e6 negres rei · f6 blanques peó · a5 blanques torre · g5 blanques peó · d1 blanques dama · g1 blanques rei | b7 blanques torre · f7 negres peó · e6 negres rei · f6 blanques peó · a5 blanques torre · g5 blanques peó · d1 blanques dama · g1 blanques rei | b7 blanques torre · f7 negres peó · e6 negres rei · f6 blanques peó · a5 blanques torre · g5 blanques peó · d1 blanques dama · g1 blanques rei | b7 blanques torre · f7 negres peó · e6 negres rei · f6 blanques peó · a5 blanques torre · g5 blanques peó · d1 blanques dama · g1 blanques rei | b7 blanques torre · f7 negres peó · e6 negres rei · f6 blanques peó · a5 blanques torre · g5 blanques peó · d1 blanques dama · g1 blanques rei | b7 blanques torre · f7 negres peó · e6 negres rei · f6 blanques peó · a5 blanques torre · g5 blanques peó · d1 blanques dama · g1 blanques rei | b7 blanques torre · f7 negres peó · e6 negres rei · f6 blanques peó · a5 blanques torre · g5 blanques peó · d1 blanques dama · g1 blanques rei | 5 |
| 4 | b7 blanques torre · f7 negres peó · e6 negres rei · f6 blanques peó · a5 blanques torre · g5 blanques peó · d1 blanques dama · g1 blanques rei | b7 blanques torre · f7 negres peó · e6 negres rei · f6 blanques peó · a5 blanques torre · g5 blanques peó · d1 blanques dama · g1 blanques rei | b7 blanques torre · f7 negres peó · e6 negres rei · f6 blanques peó · a5 blanques torre · g5 blanques peó · d1 blanques dama · g1 blanques rei | b7 blanques torre · f7 negres peó · e6 negres rei · f6 blanques peó · a5 blanques torre · g5 blanques peó · d1 blanques dama · g1 blanques rei | b7 blanques torre · f7 negres peó · e6 negres rei · f6 blanques peó · a5 blanques torre · g5 blanques peó · d1 blanques dama · g1 blanques rei | b7 blanques torre · f7 negres peó · e6 negres rei · f6 blanques peó · a5 blanques torre · g5 blanques peó · d1 blanques dama · g1 blanques rei | b7 blanques torre · f7 negres peó · e6 negres rei · f6 blanques peó · a5 blanques torre · g5 blanques peó · d1 blanques dama · g1 blanques rei | b7 blanques torre · f7 negres peó · e6 negres rei · f6 blanques peó · a5 blanques torre · g5 blanques peó · d1 blanques dama · g1 blanques rei | 4 |
| 3 | b7 blanques torre · f7 negres peó · e6 negres rei · f6 blanques peó · a5 blanques torre · g5 blanques peó · d1 blanques dama · g1 blanques rei | b7 blanques torre · f7 negres peó · e6 negres rei · f6 blanques peó · a5 blanques torre · g5 blanques peó · d1 blanques dama · g1 blanques rei | b7 blanques torre · f7 negres peó · e6 negres rei · f6 blanques peó · a5 blanques torre · g5 blanques peó · d1 blanques dama · g1 blanques rei | b7 blanques torre · f7 negres peó · e6 negres rei · f6 blanques peó · a5 blanques torre · g5 blanques peó · d1 blanques dama · g1 blanques rei | b7 blanques torre · f7 negres peó · e6 negres rei · f6 blanques peó · a5 blanques torre · g5 blanques peó · d1 blanques dama · g1 blanques rei | b7 blanques torre · f7 negres peó · e6 negres rei · f6 blanques peó · a5 blanques torre · g5 blanques peó · d1 blanques dama · g1 blanques rei | b7 blanques torre · f7 negres peó · e6 negres rei · f6 blanques peó · a5 blanques torre · g5 blanques peó · d1 blanques dama · g1 blanques rei | b7 blanques torre · f7 negres peó · e6 negres rei · f6 blanques peó · a5 blanques torre · g5 blanques peó · d1 blanques dama · g1 blanques rei | 3 |
| 2 | b7 blanques torre · f7 negres peó · e6 negres rei · f6 blanques peó · a5 blanques torre · g5 blanques peó · d1 blanques dama · g1 blanques rei | b7 blanques torre · f7 negres peó · e6 negres rei · f6 blanques peó · a5 blanques torre · g5 blanques peó · d1 blanques dama · g1 blanques rei | b7 blanques torre · f7 negres peó · e6 negres rei · f6 blanques peó · a5 blanques torre · g5 blanques peó · d1 blanques dama · g1 blanques rei | b7 blanques torre · f7 negres peó · e6 negres rei · f6 blanques peó · a5 blanques torre · g5 blanques peó · d1 blanques dama · g1 blanques rei | b7 blanques torre · f7 negres peó · e6 negres rei · f6 blanques peó · a5 blanques torre · g5 blanques peó · d1 blanques dama · g1 blanques rei | b7 blanques torre · f7 negres peó · e6 negres rei · f6 blanques peó · a5 blanques torre · g5 blanques peó · d1 blanques dama · g1 blanques rei | b7 blanques torre · f7 negres peó · e6 negres rei · f6 blanques peó · a5 blanques torre · g5 blanques peó · d1 blanques dama · g1 blanques rei | b7 blanques torre · f7 negres peó · e6 negres rei · f6 blanques peó · a5 blanques torre · g5 blanques peó · d1 blanques dama · g1 blanques rei | 2 |
| 1 | b7 blanques torre · f7 negres peó · e6 negres rei · f6 blanques peó · a5 blanques torre · g5 blanques peó · d1 blanques dama · g1 blanques rei | b7 blanques torre · f7 negres peó · e6 negres rei · f6 blanques peó · a5 blanques torre · g5 blanques peó · d1 blanques dama · g1 blanques rei | b7 blanques torre · f7 negres peó · e6 negres rei · f6 blanques peó · a5 blanques torre · g5 blanques peó · d1 blanques dama · g1 blanques rei | b7 blanques torre · f7 negres peó · e6 negres rei · f6 blanques peó · a5 blanques torre · g5 blanques peó · d1 blanques dama · g1 blanques rei | b7 blanques torre · f7 negres peó · e6 negres rei · f6 blanques peó · a5 blanques torre · g5 blanques peó · d1 blanques dama · g1 blanques rei | b7 blanques torre · f7 negres peó · e6 negres rei · f6 blanques peó · a5 blanques torre · g5 blanques peó · d1 blanques dama · g1 blanques rei | b7 blanques torre · f7 negres peó · e6 negres rei · f6 blanques peó · a5 blanques torre · g5 blanques peó · d1 blanques dama · g1 blanques rei | b7 blanques torre · f7 negres peó · e6 negres rei · f6 blanques peó · a5 blanques torre · g5 blanques peó · d1 blanques dama · g1 blanques rei | 1 |
|   | a | b | c | d | e | f | g | h |   |

En escacs, l'ofegat és una situació que es produeix quan el jugador de qui és el torn no té jugades legals per realitzar i el rei no es troba en estat d'escac. És a dir, el rei no pot moure's ja sigui perquè les caselles a les quals podria anar estan ocupades per peces pròpies, o per peces alienes que estan defensades, o perquè les caselles a les quals podria anar estant sota la influència de peces rivals i, per tant, quedaria en posició d'escac, i a més a més no hi ha altres peces o peons que puguin moure's o menjar-se peces adversàries. El rei ofegat és regulat al reglament dels escacs com a posició de taules.
Durant els finals, l'ofegat és un recurs que pot permetre empatar en una posició inferior. En posicions més complexes on hi ha moltes peces, hi ha poques situacions on l'ofegat pugui donar-se.
Així mateix és un tema comú en la composició d'estudis de finals i altres problemes d'escacs.